# Куйбіда Степан Олексійович
Степан Олексійович Куйбіда (народився 23 вересня 1922 в селі Дубовиця, нині Войнилівська селищна територіальна громада, Калуський район, Івано-Франківська область — помер 30 серпня 2013, місто Болехів, Івано-Франківська область) — український громадський діяч, довголітній політв'язень (провів 5 років у радянських таборах і 8 років на засланні). Член ОУН, воїн УПА. Батько українського політика та науковця Василя Куйбіди.

## Біографія
Народився 23 вересня 1922 року в селі Дубовиця (нині Войнилівська селищна територіальна громада Калуського району Івано-Франківської області) у багатодітній родині (11 дітей). Закінчив 4 класи школи.
У роки визвольних змагань служив у Службі Безпеки ОУН (б), навчався в старшинській школі «Олені», був командиром польової стежі. Раненим у бою потрапив у полон.
Заарештований 25 жовтня 1950 року. Постановою особливої наради при МДБ СРСР від 17 березня 1951 року засуджений за статтями 54-1а та 54-11 Кримінального кодексу УРСР як ''особливо небезпечний злочинець'' до 10 років виправно-трудових таборів. Покарання відбував у таборах для особливо небезпечних злочинців в смт Абезь та місті Інта Комі АРСР. 9 травня 1956 року випущений на спецпоселення.
З 1964 року проживав у місті Болехів Івано-Франківської області. Реабілітований 25 липня 1991 року. Був одним з організаторів «Меморіалу», Народного Руху України, Братства ОУН-УПА, козацького руху на Івано-Франківщині. Очолював «Меморіал» Болехівського куща.
Помер 30 серпня 2013 року, не доживши трохи менше місяця до свого 91-го дня народження. Був похований 1 вересня на 67 полі Личаківського цвинтаря у Львові, в одному гробівці з дружиною — членом ОУН, зв'язковою УПА та поетесою Катериною Михайлівною Куйбідою (до шлюбу Мандрик). Прощання та відспівування відбулися в церкві Святого Духа.

## Родина
Дружина — Катерина Михайлівна Куйбіда (до шлюбу Мандрик; 1927—2004) — українська поетеса, довголітня політична ув'язнена.
Син — Василь Степанович Куйбіда (нар. 1958) — український політик та науковець, голова Народного Руху України (15 грудня 2012 року — 28 травня 2017 року). 